# Carabine Type 56
Pour les articles homonymes, voir Type 56.
Les premières carabines Type 56 chinoises étaient identiques aux SKS soviétiques.
Elle a servi de base au Fusils Type 63/68.

## Présentation
Celles fabriquées entre 1965 et 1971 étaient équipées d'une baïonnette plus longue (de 6 cm) et plus effilée, style qu'on rencontre généralement sur des baïonnettes plus anciennes, par exemple celles qui équipaient les vieux Lebel français. 

## La version albanaise
Des techniciens chinois ont conseillé les Arsenaux albanais pour que ceux-ci produisent 17 000 à 20 000 Fusils du 10 Juillet.

## Diffusion et carrière militaire
Produite à un million d'exemplaires, la "Type 56" fut largement exportée dans le Tiers Monde. Moins chère que les SKS originales, le FSA chinois () fut vendu (ou  souvent offert) aux armées et guérillas des pays suivants :
- Albanie
- Angola
- Bangladesh
- Bénin
- Bosnie-Herzégovine : pillage des dépôts militaire albanais
- Birmanie
- Chine : Elle n'est plus utilisée par l'Armée populaire de Libération depuis le début des années 1980 mais reste l'arme des cérémonies et des réservistes.
- Cambodge
- Côte d'Ivoire
- Croatie : pillage des stocks de l'Armée albanaise.
- Iran
- Irak
- Laos
- Liberia
- Mali
- Mozambique
- République démocratique du Viêt Nam
- Pakistan
- Rhodésie : ZIPRA et Forces de sécurité  (armes de prises).
- Sierra Leone
- Sri Lanka : Armée sri-lankaise
- Soudan
- Tchad
- Vietnam : (arme réservée aux cérémonies après 1975).
- Zimbabwe  (surplus de la ZIPRA)

La carabine Type 56 participa à la guerre du Viêt Nam, unités de deuxième ligne et milices villageoise du Front national de libération du Sud Viêt Nam puis à la guerre sino-vietnamienne en 1979. Depuis les années 1960, elle connut aussi le feu, généralement aux côtés des SKS, mais aussi des FA Type 56 et FM Type 56 lors des :
- Guerres coloniales portugaises
- Guerre civile laotienne (combattants du Pathet Lao
- Guerre civile cambodgienne (1967-1975) (très répandue dans les rangs des Khmers rouges)
- Guerre du Bush de Rhodésie du Sud
- Guerre Iran-Irak puis guerre en Irak (utilisée comme fusil de sniper).
- Guerre entre le Cambodge et le Viêt Nam
- Guerre civile du Sri Lanka
- Guerre civile syrienne
- Guerre du Mali
- Guerre civile mozambicaine
- Guerre de Croatie puis guerre de Bosnie-Herzégovine.

Cette liste est indicative et peut-être complétée par les guerres du Congo, guerre civile libanaise et d'autres guerres asymétriques.

## Variantes commerciales

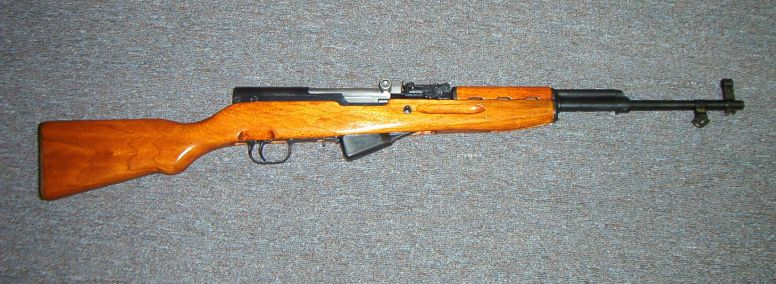
Une carabine de chasse Norinco modèle 8 : sans baïonnette, elle pèse 3750 g pour 1020 mm

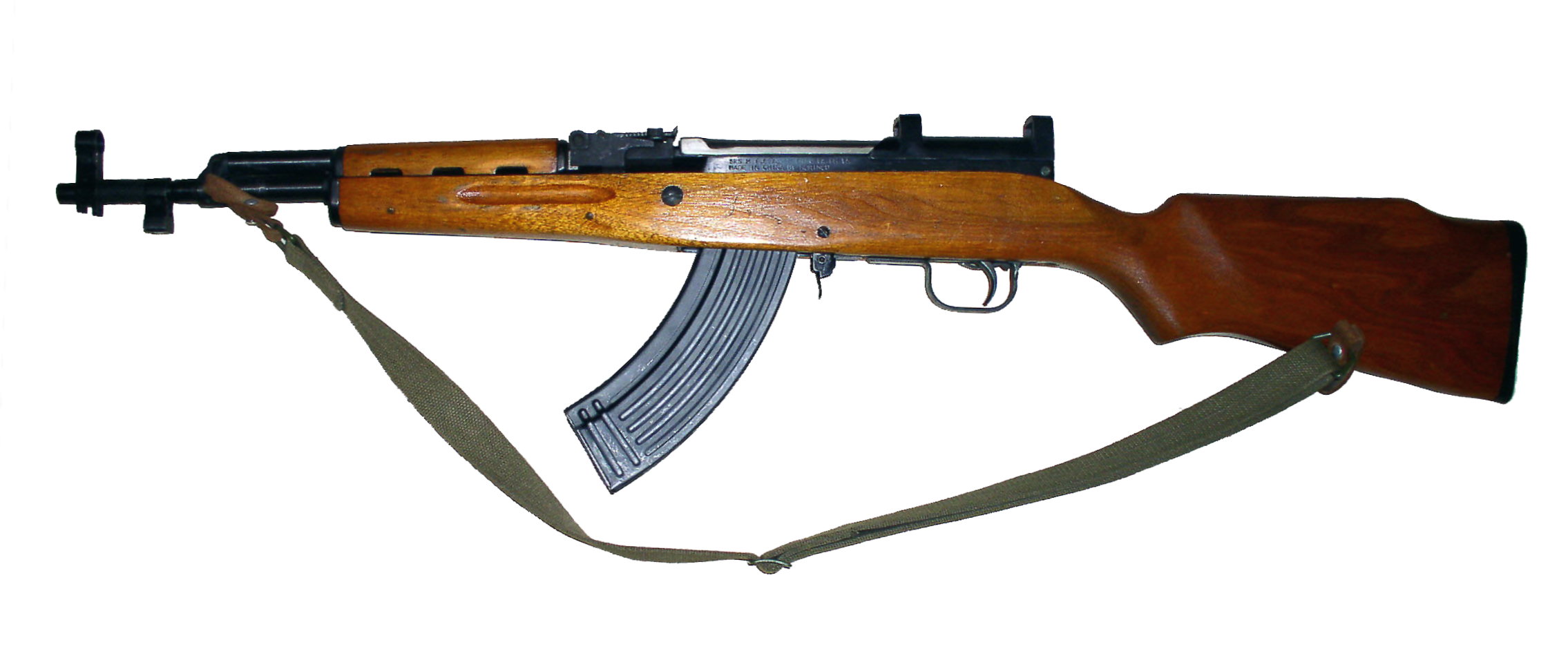
Une carabine de défense Norinco modèle M avec un chargeur type Kalachnikov (30 coups)

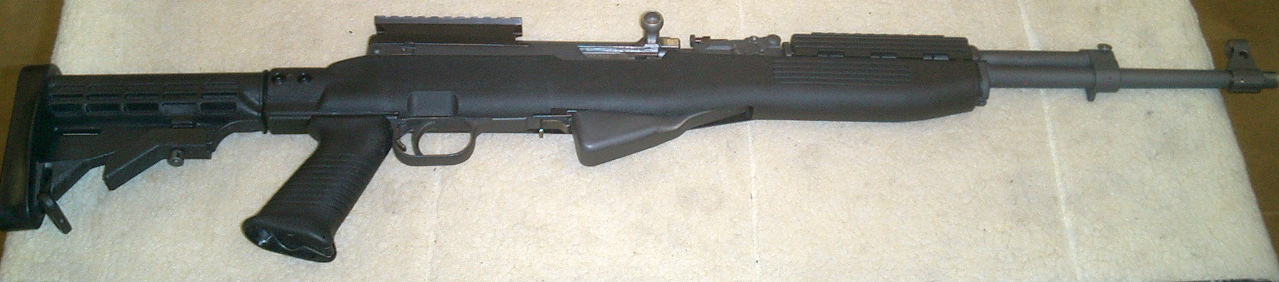
Une Norinco M8 modifiée avec une crosse type M4 et une nouvelle monture en polymère.

La société China Sports importe de nombreuses Type 56 aux États-Unis et au Canada sous le nom de Model 8. Celle-ci est privée de sa baïonnette et est très appréciée pour chasser le daim. Les versions commerciales D et M également produites par Norinco sont alimentées par un chargeur courbe de trente coups identiques à celui de l'AK-47. Avec la fin de la guerre froide, de nombreuses SKS, issues des stocks du Pacte de Varsovie, ou des Carabines Type 56 neuves, affluèrent sur les marchés civils d'Amérique du Nord et d'Europe (Union européenne et Suisse). Ce phénomène explique le développement d'accessoires variés pouvant transformer une simple Norinco Model 8 en clone de l'AK-47 voire en fusil de sniper SVD (bipied et lunette de visée). Ainsi, pendant les émeutes de 1992 à Los Angeles, des commerçants coréens ont utilisé des Norinco Model 8 pour défendre leurs magasins contre les pillards.